# 徳間デュアル文庫
徳間デュアル文庫（とくまデュアルぶんこ）は徳間書店が発行していたSF・ライトノベル系小説レーベルである。2000年8月に創刊された。2010年12月を最後に刊行停止した。

## 概要
一般的な文庫のサイズがA6（105mm×148mm）であるのに対し、徳間デュアル文庫はこれより少しサイズが大きく（トールサイズ）、およそ110mm×158mmであった。その為、通常のブックカバーが使えず本棚のサイズによっては収納出来ないことがあるなどの不具合もあったが、一方で本屋で目立つ、他の文庫と差別化を図れるなどの利点もあった。
デュアル (dual) とは「二重」という意味で、これは小説とイラストで二重に楽しんでもらおうというコンセプトで名付けられた。表紙にカラーイラストを用いている他、所々に挿絵のページが挿入されていた。
収録されている作品のジャンルはSFがメイン。『銀河英雄伝説』など既に発表された作品の再録や文庫化の他、日本SF新人賞受賞者が作品を発表したりアンソロジーが編まれたりして、新旧を問わず多彩な顔ぶれが揃った。
一般文芸で活躍する作家の作品も多く、一般書籍から文庫落ちした作品または一般文芸として再版される作品も存在する為に一般文庫としての側面も持ち合わせていた。

## 作品一覧
| 著者                                | タイトル                                        | イラスト                                                      | 備考                                                    |
| あ行                                | あ行                                            | あ行                                                          | あ行                                                    |
| ----------------------------------- | ----------------------------------------------- | ------------------------------------------------------------- | ------------------------------------------------------- |
| 青木和                              | イミューン                                      | 緒方剛志                                                      |                                                         |
| 青木和                              | 大神亮平奇象観測ファイル                        | 華門                                                          | 全2巻                                                   |
| 日日日                              | ギロチンマシン中村奈々子                        | 大出長介                                                      | 全5巻                                                   |
| 揚羽千景                            | 大正探偵怪奇譚                                  | 藤城陽                                                        | 原作：松田環 全3巻                                      |
| 浅暮三文                            | 夜聖の少年                                      | はしもとしん                                                  |                                                         |
| 新井素子                            | ラビリンス -迷宮-                               | 入江アリ                                                      | 再刊                                                    |
| 新井素子                            | ディアナ・ディア・ディアス                      | 入江アリ                                                      | 再刊                                                    |
| 新井素子                            | くますけと一緒に                                | 羽住都                                                        | 再刊                                                    |
| 石原藤夫                            | ハイウェイ惑星 惑星調査艇ヒノシオ号の冒険       | あさりよしとお                                                | 再刊                                                    |
| 市川智士                            | ウィッチブレイドLOST GENERATION〜碧の少女〜     | うのまこと                                                    | 原作：トップ・カウ・プロダクション                      |
| 一条理希                            | 鬼童来訪                                        | 山田章博                                                      | 全3巻                                                   |
| 乾くるみ                            | マリオネット症候群                              | あるまじろう                                                  |                                                         |
| 冲方丁                              | 微睡みのセフィロト                              | 伊藤真美                                                      | 後にハヤカワ文庫JAより再刊。                            |
| 梅村崇                              | 時に消えたキミと歪曲の十日間 - デイ・トリッパー | 縹りん子                                                      |                                                         |
| 太田忠司                            | 玄武塔事件 - 名探偵狩野俊介                     | 末次徹朗                                                      | 再刊                                                    |
| 太田忠司                            | 狩野俊介の事件簿                                | 末次徹朗                                                      | 再刊                                                    |
| 大塚英志                            | 冬の教室                                        | 鶴田謙二                                                      |                                                         |
| 大塚英志                            | 多重人格探偵サイコ REAL                         | 笹井一個                                                      |                                                         |
| 大塚英志                            | 僕は天使の羽根を踏まない                        | コヤマシゲト                                                  | 再刊                                                    |
| 大塚英志                            | ロリータ℃の素敵な冒険                           | コヤマシゲト                                                  | 再刊                                                    |
| 大原まり子                          | 銀河郵便は“愛”を運ぶ                            | 忍青龍                                                        | 再刊                                                    |
| 大原まり子                          | イル&クラムジー物語                             | 忍青龍                                                        | 再刊                                                    |
| 大原まり子                          | 銀河郵便は三度ベルを鳴らす                      | 忍青龍                                                        | 再刊                                                    |
| 荻野目悠樹                          | 野望円舞曲                                      | 久織ちまき                                                    | 原案：田中芳樹 全10巻                                   |
| 荻野目悠樹                          | 野望円舞曲 外伝 デッドライン23                  | 久織ちまき                                                    | 原案：田中芳樹                                          |
| か行                                |                                                 |                                                               |                                                         |
| 柿沼瑛子                            | 魔性の森                                        | 安曇もか                                                      |                                                         |
| 加地尚武                            | 福音の少年 Good News Boy                        | 中臣亮                                                        | 全7巻                                                   |
| 梶尾真治                            | おもいでエマノン                                | 鶴田謙二                                                      | 再刊                                                    |
| 梶尾真治                            | さすらいエマノン                                | 鶴田謙二                                                      | 再刊                                                    |
| 梶尾真治                            | かりそめエマノン                                | 鶴田謙二                                                      |                                                         |
| 梶尾真治                            | まろうどエマノン                                | 鶴田謙二                                                      |                                                         |
| 上遠野浩平                          | ぼくらは虚空に夜を視る                          | 中澤一登                                                      |                                                         |
| 上遠野浩平                          | わたしは虚夢を月に聴く                          | 中澤一登                                                      |                                                         |
| 上遠野浩平                          | あなたは虚人と星に舞う                          | 中澤一登                                                      |                                                         |
| 神代創                              | セルス騒乱記                                    | 鈴木理華                                                      | 全3巻                                                   |
| 川又千秋                            | 火星人先史                                      | 大本海図                                                      | 再刊                                                    |
| 川又千秋                            | 反在士の指環                                    | コヤマシゲト                                                  | 『反在士の鏡』の増補版                                  |
| 神林長平                            | ラーゼフォン 時間調律師                         | 末弥純                                                        | 原作：BONES・出渕裕                                     |
| 菊地秀行                            | 眠り男の伝説                                    | 奥瀬サキ                                                      | 再刊                                                    |
| 北野勇作                            | かめくん                                        | 前田真宏                                                      |                                                         |
| 北野勇作                            | 昔、火星のあった場所                            | 橋本晋                                                        | 再刊                                                    |
| 北野勇作                            | クラゲの海に浮かぶ舟                            | 橋本晋                                                        | 再刊                                                    |
| 北野勇作                            | ザリガニマン                                    | 菅原芳人                                                      |                                                         |
| 北野勇作                            | イカ星人                                        | 前田真宏                                                      |                                                         |
| 草上仁                              | よろずお直し業                                  | 秋津たいら                                                    | 再刊                                                    |
| 倉阪鬼一郎                          | 内宇宙への旅                                    | 槻城ゆう子                                                    |                                                         |
| 後藤リウ                            | スクウォッター 僕と僕らの境界線                 | 佐嶋真実                                                      |                                                         |
| 小中千昭                            | 深淵を歩くもの                                  | 伊藤郁子                                                      |                                                         |
| 小林めぐみ                          | 宇宙生命図鑑 book of cosmos                     | 新間大悟 佐伯経多                                             |                                                         |
| 紺野たくみ                          | どきどきリトル・ウィッチーズ ディアーナの娘たち | 髙木信孝                                                      |                                                         |
| 紺野たくみ                          | 天使時間                                        | 髙木信孝                                                      |                                                         |
| さ行                                |                                                 |                                                               |                                                         |
| 沢上水也                            | 舞-乙HiME列伝                                   | 久行宏和 橘セブン                                             | 原作：矢立肇 全2巻                                      |
| 沢上水也                            | プライベート・ポリス                            | 村上水軍                                                      |                                                         |
| 篠田真由美                          | 天使の血脈                                      | 高屋未央                                                      | 上下巻 再刊                                             |
| 篠田真由美                          | 堕とされしもの 天使の血脈                       | 高屋未央                                                      | 上下巻 再刊                                             |
| 篠田真由美                          | 聖杯伝説                                        | 高屋未央                                                      |                                                         |
| 白倉由美                            | おおきくなりません                              | 鶴田謙二                                                      | 再刊                                                    |
| 白倉由美                            | やっぱりおおきくなりません                      | 鶴田謙二                                                      |                                                         |
| 菅浩江                              | ＜柊の僧兵＞記                                  | 緒方剛志                                                      | 再刊                                                    |
| 菅浩江                              | メルサスの少年 「螺旋の街」の物語               | 磐居広治                                                      | 再刊                                                    |
| 杉本蓮                              | KI.DO.U                                         | 森脇真未味                                                    |                                                         |
| 清涼院流水                          | とくまでやる                                    | 牛木義隆                                                      |                                                         |
| 清涼院流水                          | とくまつ 夜霧邸事件                             | 牛木義隆                                                      |                                                         |
| 清涼院流水                          | とく。                                          | 牛木義隆                                                      |                                                         |
| た行                                |                                                 |                                                               |                                                         |
| 谷甲州                              | 戦闘員ヴォルテ                                  | 沓澤龍一郎                                                    | 再刊                                                    |
| 谷口裕貴                            | 遺産の方舟                                      | 金田榮路                                                      |                                                         |
| 田中芳樹                            | 銀河英雄伝説                                    | 道原かつみ                                                    | 全20巻 再刊                                             |
| 田中芳樹                            | 銀河英雄伝説 外伝                               | 道原かつみ                                                    | 全9巻 再刊                                              |
| 田中芳樹                            | 銀河英雄伝説 ハンドブック                       | 道原かつみ                                                    | 協力：らいとすたっふ                                    |
| 田中芳樹（2巻まで） 一条理希（3巻） | 自転地球儀世界                                  | 緒方剛志                                                      | 全3巻 再刊（2巻まで）                                   |
| デュアル文庫編集部（編集）          | NOVEL21 text.BLUE 「少年の時間」                | 寺田克也                                                      | アンソロジー                                            |
| デュアル文庫編集部（編集）          | NOVEL21 text.RED 「少女の時間」                 | 寺田克也                                                      | アンソロジー                                            |
| デュアル文庫編集部（編集）          | 手塚治虫COVER エロス篇                          | 村田蓮爾                                                      | アンソロジー                                            |
| デュアル文庫編集部（編集）          | 手塚治虫COVER タナトス篇                        | 寺田克也                                                      | アンソロジー                                            |
| 東野司                              | よろず電脳調査局ページ11                        | 片倉真二                                                      | 全3巻                                                   |
| 富野由悠季                          | 機動戦士ガンダム ハイ・ストリーマー             | 久織ちまき                                                    | 全3巻 再刊                                              |
| 友野詳 番棚葵 田辺あひる            | ダイノコンチネント 夜の殺戮者                   | 葵華鋭                                                        | 原作：山本弘 シェアード・ワールド（ダイノコンチネント） |
| な行                                |                                                 |                                                               |                                                         |
| 中井紀夫                            | 遺響の門 -サイレント・ゲート-                   | 中澤一登                                                      |                                                         |
| 中井紀夫                            | モザイク                                        | はやみあきら                                                  | 全3巻                                                   |
| ナカガワヒロユキ                    | 舞-HiME                                         | 久行宏和 稲吉朝子 高野和史 Maruto! 坂本修司 稲吉智重 田中将雅 | 原作：矢立肇 全2巻                                      |
| 二階堂黎人                          | 宇宙捜査艦《ギガンテス》                        | 川越幸子                                                      |                                                         |
| は行                                |                                                 |                                                               |                                                         |
| はむばね                            | 魔王さんちの勇者さま                            | ばっじん                                                      | 全4巻                                                   |
| 林譲治                              | 大赤斑追撃                                      | 加藤直之                                                      |                                                         |
| 火浦功                              | 死に急ぐ奴らの街                                | 今掛勇                                                        | 再刊                                                    |
| 火浦功                              | 俺に撃たせろ!                                   | 今掛勇                                                        |                                                         |
| ひかわ玲子                          | 太陽の娘                                        | 高田明美                                                      | 全3巻 再刊                                              |
| 藤咲淳一                            | 攻殻機動隊 STAND ALONE COMPLEX 虚夢回路         | 中澤一登                                                      |                                                         |
| 藤咲淳一                            | 攻殻機動隊 STAND ALONE COMPLEX 凍える機械       | 中澤一登 新野量太                                             |                                                         |
| 藤咲淳一                            | 攻殻機動隊 STAND ALONE COMPLEX 眠り男の棺       | 中澤一登 新野量太                                             |                                                         |
| 古橋秀之                            | サムライ・レンズマン                            | 岩原裕二                                                      |                                                         |
| 古橋秀之                            | 蟲忍 ―ムシニン―                                 | 前嶋重機                                                      | 原案：前嶋重機                                          |
| 古橋秀之                            | 冬の巨人                                        | 藤城陽                                                        |                                                         |
| ま行                                |                                                 |                                                               |                                                         |
| みかづき紅月                        | サムライエイジ                                  | さとみ                                                        | 全3巻                                                   |
| 三雲岳斗                            | 海底密室                                        | 大本海図                                                      |                                                         |
| 三雲岳斗                            | ワイヤレスハートチャイルド                      | あいす・くりーむ                                              |                                                         |
| 三雲岳斗                            | M.G.H. 楽園の鏡像                               | 中臣亮                                                        | 再刊                                                    |
| 岬兄悟                              | 魔女でもステディ                                | 陸乃家鴨                                                      | 再刊                                                    |
| 森青花                              | BH85                                            | 吾妻ひでお                                                    | 再刊                                                    |
| 森岡浩之                            | 優しい煉獄                                      | 山本ヤマト                                                    | 再刊                                                    |
| 森橋ビンゴ                          | ソウルソードスーパースター                      | 緒方剛志                                                      | 上下巻                                                  |
| や行                                |                                                 |                                                               |                                                         |
| 矢崎存美                            | ぶたぶた                                        | 杉山摂朗                                                      | 再刊                                                    |
| 矢崎存美                            | ぶたぶたの休日                                  | 杉山摂朗                                                      |                                                         |
| 矢崎存美                            | 刑事ぶたぶた                                    | 杉山摂朗                                                      | 再刊                                                    |
| 矢崎存美                            | 夏の日のぶたぶた                                | あいみあさ                                                    |                                                         |
| 矢崎存美                            | クリスマスのぶたぶた                            | あいみあさ                                                    | 再刊                                                    |
| 矢島さら                            | けろけろ 緑の誓い                               | 濱元隆輔                                                      |                                                         |
| 安彦良和                            | 鋼馬章伝                                        | 安彦良和                                                      | 再刊 全5巻                                              |
| 山田正紀                            | チョウたちの時間                                | 緒方剛志                                                      | 再刊                                                    |
| 山田正紀                            | 地球・精神分析記録 - エルド・アナリュシス       | ヨコタカツミ                                                  | 再刊                                                    |
| 山田正紀                            | ジャグラー                                      | 新間大悟 佐伯経多                                             | 再刊                                                    |
| 山田正紀                            | イノセンス After The Long Goodbye               | 新間大悟 佐伯経多                                             | 再刊                                                    |
| 山本弘                              | 時の果てのフェブラリー -赤方偏移世界-           | 後藤圭二                                                      | 再刊                                                    |
| 山本弘                              | ダイノコンチネント 滅亡の星、来たる             | 葵華鋭                                                        | シェアード・ワールド（ダイノコンチネント）              |
| 夢枕獏                              | 闇狩り師                                        | 寺田克也                                                      | 全3巻 再刊                                              |
| 吉川良太郎                          | シガレット・ヴァルキリー                        | 笹井一個                                                      |                                                         |
| わ行                                |                                                 |                                                               |                                                         |
| 若木未生                            | オーラバスター・インテグラル 月光人魚           | 末弥純                                                        |                                                         |
| 若木未生                            | メタルバード                                    | 菅原健                                                        | 全2巻                                                   |
| 若木未生                            | 真・イズミ幻戦記                                | 岡崎武士                                                      | 全3巻                                                   |